# (24604) Vasilermakov
(24604) Vasilermakov est un astéroïde de la ceinture principale.

## Description
(24604) Vasilermakov est un astéroïde de la ceinture principale. Il fut découvert le 27 septembre 1973 à Nauchnyj par Lioudmila Tchernykh. Il présente une orbite caractérisée par un demi-grand axe de 2,49 UA, une excentricité de 0,18 et une inclinaison de 8,8° par rapport à l'écliptique.

## Compléments